# Destiny (Waterhouse)
Destiny (Nederlands: Bestemming) is een schilderij van de Engelse kunstschilder John William Waterhouse, geschilderd in 1900, olieverf op doek, 68,6 x 54,6 centimeter groot. Het toont een vrouw die een beker heft op het afscheid van vertrekkende schepen. Het werk bevindt zich in de collectie van het Towneley Hall Art Gallery and Museum te Burnley.

## Context
Waterhouse speelde aan het einde van de negentiende eeuw een belangrijke rol in het Engelse establishment en was een sterk voorstander van een leidende rol van Engeland in de wereld. Toen Groot-Brittannië zich in 1899 tegen een relatief kleine groep opstandelingen in Zuid-Afrika op aanvankelijk rampzalige wijze in de Tweede Boerenoorlog had gestort, toonde hij zich dan ook een fervent patriot. Hij nam het initiatief tot het 'Artists War Fund', ter ondersteuning van de gewonden en de weduwen. In een heel korte tijd schaarde hij 339 vooraanstaande Britse kunstenaars achter zijn initiatief en organiseerde in januari 1900 een tentoonstelling ('Exhibition of Artists War Fund') in de Londense Guildhall Arts Gallery, geopend door koningin Victoria. Na de tentoonstelling werden de schilderijen geveild bij Christie's en brachten samen 12.000 pond op. Destiny, de bijdrage van Waterhouse zelf, werd gekocht door Gallery Agnews en direct doorverkocht aan John Haworth uit Burnley. In 1906 werd het verworven door de Towneley Hall Art Gallery and Museum, eveneens te Burnley, waar het nog steeds tot de collectie behoort.

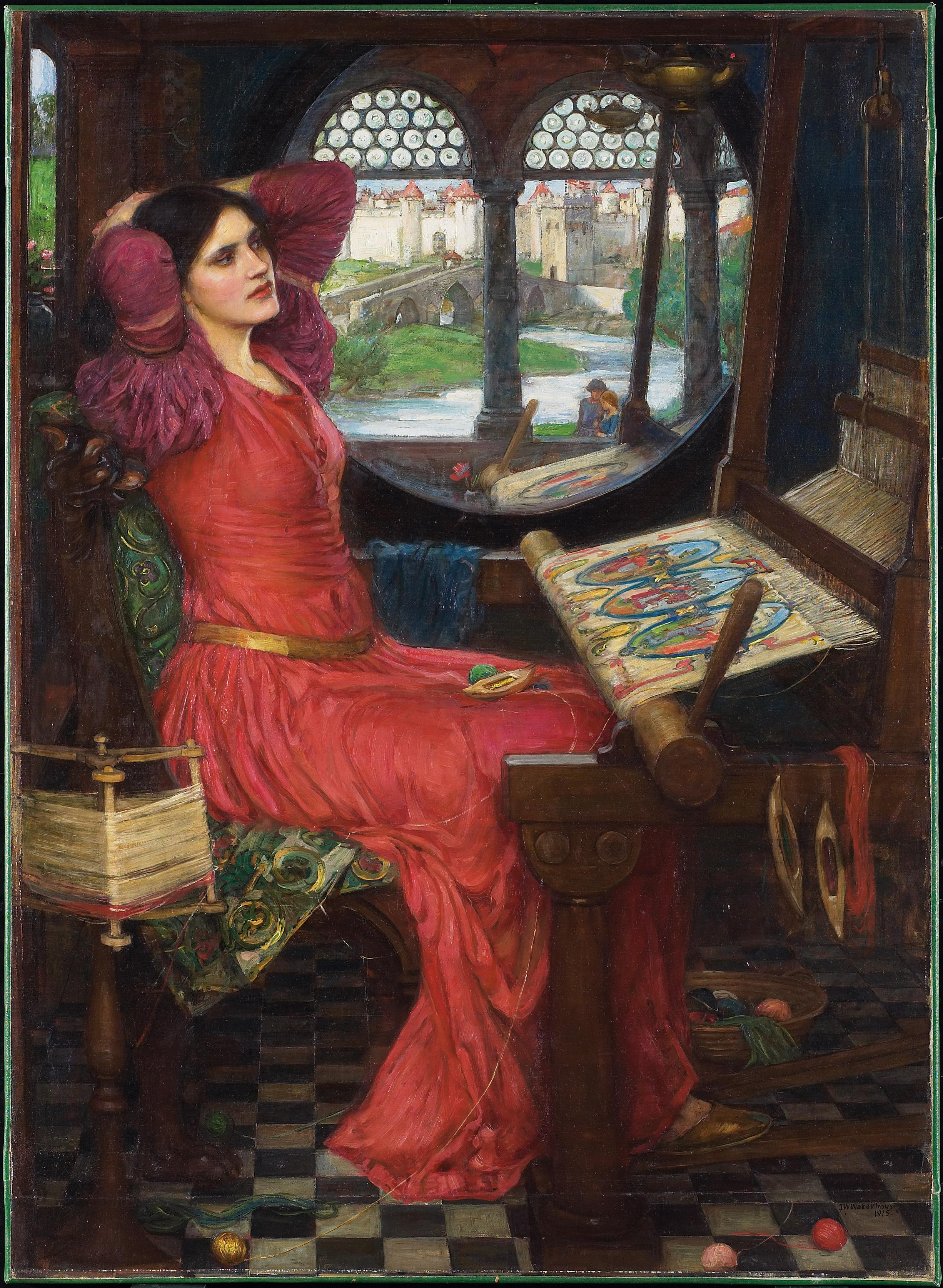
I am half-sick of shadows, said the Lady of Shalott, 1915

## Afbeelding
Destiny is geschilderd in de voor Waterhouse kenmerkende estheticistisch-prerafaëlitische stijl. Ook zijn een aantal van zijn geliefde motieven herkenbaar, zoals de grote ronde spiegel waarin vertrekkende schepen te zien zijn. Het meisje heft een beker op het afscheid en blijft alleen achter, net als de vrouwe van Shalott in zijn latere werk I am half-sick of shadows. Beide personages zijn omgord door een heupband, ten teken van toewijding. Beiden worden gekaderd in een soort raamwerk, gecreëerd door de spiegel, in combinatie met de zuilen, borstwering, de zee en een riviertje. Het benedengedeelte wordt gevormd door een mozaïekvloer, die perspectief creëert, waar de spiegel dit deels ontneemt.
Het schilderij zit verder vol van symbolen die verwijzen naar Groot-Brittannië en de situatie in Zuid-Afrika: de goudverf op de wereldbol en op de vlaggen op de schepen moeten herinneren aan de Zuid-Afrikaanse goudmijnen, het rode gewaad en de blauwe beker verbeelden de Britse vlag, de globe verwijst naar de wereld waarover Groot-Brittannië in die tijd nog heerste, de open bijbel duidt op Gods zegen, de galjoenen doen denken aan de schepen die in 1588 de Spaanse Armada versloegen. De titel van het schilderij ten slotte roept een duidelijke associatie op met de rol die Waterhouse voor zijn vaderland zag in de wereld en bevestigt de Brits-gezinde interpretatie van de weergegeven symbolen.